# 河盛好蔵
河盛 好蔵（かわもり よしぞう、1902年10月4日 - 2000年3月27日）は、日本のフランス文学者、評論家、翻訳家。
仏文学者としてはモラリストの著作を日本に紹介した。日本芸術院会員、文化功労者、文化勲章受章者。

## 来歴・人物
大阪府堺市出身。1920年に旧制大阪府立堺中学校から第三高等学校へ入学し、1923年に同校を卒業。京都帝国大学文学部仏文科で落合太郎・河野与一に師事。1926年、京都帝国大学仏文科を卒業して関西大学に赴任し、フランス語を教える。
1928年学校騒動で関西大学を辞職して渡仏し、ソルボンヌ大学に学ぶ。1930年に帰国。堺の生家でジャン・コクトー『山師トマ』を翻訳。
上京後、ファーブル『昆虫記』を三好達治と共訳。1931年、杉捷夫の世話で立教大学教授に就任し、1943年までフランス語を教える。1943年に随筆『新釈女大学』がベストセラーとなる。
戦後は東京教育大学教授、共立女子大学教授を歴任、フランス・モラリストを汲んだ著作を多く出した。主な著作は晩年に刊行した『河盛好蔵 私の随想選』（新潮社、全7巻）に収録されている。
また、この時期に新潮社の編集顧問も務めた。
1962年に『フランス文壇史』で読売文学賞（研究・翻訳賞）、1978年に『パリの憂愁』で大佛次郎賞、1985年に菊池寛賞をそれぞれ受賞。1970年日本芸術院会員、1973年勲三等旭日中綬章受章、1986年文化功労者、1988年には文化勲章受章。1989年に脳梗塞で倒れるも、リハビリを続け、1998年には『藤村のパリ』で読売文学賞（随筆・紀行賞）受章。
1997年には『藤村のパリ』と『パリの憂愁 - ボードレールとその時代』により、95歳で京都大学より「博士（文学）」の学位が授与された。「新しい歴史教科書をつくる会」賛同者。
長女・悳子は林房雄の長男・後藤昭彦と結婚した。

## 著書
- 『フランス語第一歩』（白水社） 1934
- 『仏蘭西文学随想』（青木書店） 1941
- 『新釈女大学』（文体社） 1943
- 『ふらんす手帖』（生活社） 1943
- 『女の学校』（玄理社） 1947
- 『フランス歳時記』（大日本雄弁会講談社） 1948
- 『新しい女性』（文化書院） 1949
- 『新ふらんす手帖』（ダヴィッド社） 1950
- 『愛・自由・幸福』（雲井書店） 1950、のち新潮文庫
- 『文芸用語辞典』（弘文堂、アテネ文庫） 1952
- 『フランス文学手帖』（三笠文庫） 1952
- 『恋愛と結婚の書』（要書房） 1954
- 『愛と幸福』（実業之日本社） 1957
- 『現代恋愛作法』（新潮社） 1957
- 『今日の言葉 世界名言集』（弥生書房） 1958
- 『明るい風』（彌生書房） 1958
- 『人とつきあう法』（新潮社） 1958、のち新潮文庫 改版 2020、のち新装版（人と歴史社） 2002
- 『パリ物語』（角川書店） 1959、のち旺文社文庫
- 『青春と人生』（青春出版社、青春新書） 1959
- 『新エチケット読本』（六興出版部） 1959
- 『現代恋愛論』（青春出版社） 1959
- 『あぷれ二十四孝』（新潮社） 1960
- 『フランス文壇史 第三共和国時代』（文藝春秋新社） 1961、新版 1964
- 『人生作法 楽しいつき合い』（青春出版社、青春新書） 1961
- 『夫婦十二カ月』（新潮社） 1962
- 『愛とお金の哲学』（秋田書店、サンデー新書） 1964
- 『文学空談』（文藝春秋新社） 1965
- 『人間読本』（番町書房） 1966
- 『青春と幸福 豊かな青春を生きるために』（大和書房、銀河選書） 1967
- 『エスプリとユーモア』（岩波新書） 1969、度々復刊
- 『河岸の古本屋 現代日本のエッセイ』（毎日新聞社） 1972、のち講談社文芸文庫（改訂版）1994
- 『愛と友情の青春 若き日を充実して生きるために』（日本文芸社） 1972
- 『親とつき合う法』（新潮文庫） 1974
- 『回想の本棚』（新潮社） 1976、のち中公文庫 1982
- 『パリの憂愁 - ボードレールとその時代』（河出書房新社） 1978、新版 1991
- 『巴里好日』（文化出版局） 1979、のち河出文庫 1984
- 『作家の友情』（新潮選書） 1984
- 『井伏鱒二随聞』（新潮社） 1986
- 『老いての物語』（學藝書林） 1990
- 『フランス語盛衰記 - 私の履歴書』（日本経済新聞社） 1991
- 『藤村のパリ』（新潮社） 1997、新潮文庫 2000
- 『人生をたのしむ才能 幸福のヒント350』（海竜社） 1997

### 著作集
- 『現代知性全集 第41 河盛好蔵集』（日本書房） 1960
- 「河盛好蔵 私の随想選」全7巻（新潮社） 1991.1 - 8
  1. 『私のパリ』
  2. 『私のフランス文学 (1)』
  3. 『私のフランス文学 (2)』
  4. 『私の日本文学 (1)』
  5. 『私の日本文学 (2)』
  6. 『私の人生案内』
  7. 『私の茶話』

### 共編著
- 『現代フランス語読本』全3巻（白水社） 1942
- 「アンドレ・ジイド略年譜」（編、新潮社、『ジイド全集 別冊』） 1951
- 『世界名言全書』全6巻（東京創元社） 1957 - 1958
- 『世界逸話全集』全5巻（奥野信太郎共編、東京創元社） 1958 - 1959
- 『世界名言集 青春を生きる知恵』（青春出版社、青春新書） 1961、のち改題『心をささえる一言』（青春文庫） 1998
- 『世界人生論全集』全16巻（筑摩書房） 1962 - 1964
- 『フランス文学史』（平岡昇, 佐藤朔共編、新潮社） 1967
- 『生活の本』全10巻別巻1（臼井吉見共編、文藝春秋） 1967
- 『対談 作家の素顔』（駸々堂出版） 1972
- 『井伏さんの横顔』（編、彌生書房） 1993

## 翻訳
- 『マノン・レスコー』（アベ・プレヴォ、岩波文庫） 1929、のち改版
- 『山師トマ』（ジャン・コクトー、春陽堂） 1932、のち改版（角川文庫） 1994。ゆまに書房から初版復刻
- 『神秘の書 / 哲学的研究』（河出書房、バルザツク全集13） 1934
- 『日記 / 書簡』（前川堅市共訳、竹村書房、スタンダアル選集5） 1936
- 『詩学叙説』（ポール・ヴァレリー、小山書店） 1938
- 『コンゴ紀行』（アンドレ・ジイド、岩波文庫） 1938、のち復刊
- 『結婚・友情・幸福』（アンドレ・モロワ、岩波新書） 1939、のち新潮文庫
- 『メゾン・テリエ（聖水授与者、ジュール伯父、クロシェット）』（ギイ・ド・モーパッサン、世界文学社） 1947
- 『二十五時』（コンスタンティン・ゲオルギウ、筑摩書房） 1950、のち角川文庫
- 『恋愛の七つの顔』（アンドレ・モロワ、新潮社） 1951、のち文庫
- 『紅毛徒然草』（訳編、朝日新聞社、朝日文化手帖） 1953
- 『幸福な結婚』（モロワ、新潮社、一時間文庫） 1954、のち文庫
- 『モーパッサン短篇集』全6冊（青柳瑞穂共訳、新潮文庫） 1956 - 1957
- 『現代弁論術』（アンドレ・シーグフリード、河野与一共訳、岩波新書） 1956
- 『自然主義』（ピエール・コニー、花輪光共訳、白水社、文庫クセジュ） 1957
- 『フランス文学の歩み』（ジョフリィ・ブリアートン、紀伊国屋書店） 1957
- 『世界逸話全集 第3巻 フランス篇』（東京創元社） 1959
- 『最後の言葉』（クロード・アヴリーヌ、六興出版部） 1959、のち改題『人間最後の言葉』（筑摩叢書） 1964、のちちくま文庫 1993
- 『パリの王様 - 大アレクサンドル・デュマ物語』（ガイ・エンドア、東京創元社） 1960、のち講談社 1973
- 『追放者』（東京創元社、バルザック全集3） 1961
- 『アルベール・サヴァリュス』（東京創元社、バルザック全集9） 1961
- 『パリとパリジアンの歴史』（角川書店） 1962
- 『モーパッサンの情熱的生涯』（S・クールター、文藝春秋新社） 1963
- 『灰色の谷の秘密』（アンドレ・マスパン、林田遼右共訳、あかね書房） 1964、のち福武文庫 1990
- 『倦怠』（アルベルト・モラヴィア、脇功共訳、河出書房新社、人間の文学） 1965、改訳新版 1980、のち河出文庫 1983、新版 2000
- 『ふらんす小咄大全』（訳編、筑摩書房） 1968、のちちくま文庫 1991
- 『モーパッサンの生涯』（アルマン・ラヌー、大島利治共訳、新潮社） 1973
- 『犬頭の男』（ジャン・デュトゥール、出帆社） 1976
- 『フランス革命下の一市民の日記 1791～1796』（セレスタン・ギタール、レイモン・オベール編、中央公論社） 1980、のち改訂（中公文庫）1986
- 『モンパルナスのキキ』（キキ、美術公論社） 1980
- 『マネの生涯』（アンリ・ペリュショ、市川慎一共訳、講談社） 1983
- 『鏡の前のフェンシング 生者たちの対話』（アンドレ・モロワ、円子千代共訳、彌生書房） 1984
- 『歓楽と犯罪のモンマルトル』（ルイ・シュヴァリエ、鹿島茂, 円子千代子, 大島利治, 武藤剛史, 戸張規子共訳、文藝春秋） 1986、のちちくま学芸文庫（上・下）1999
- 『笑死小辞典』（フィリップ・エラクレス, リオネル・シュルザノスキー編、立風書房） 1988

## 記念論集
- 『河盛好蔵先生米寿記念論文集』(滑川明彦ほか、白水社） 1991.3